# Municipio de Lawrence Park
El municipio de Lawrence Park (en inglés: Lawrence Park Township) es un municipio ubicado en el condado de Erie en el estado estadounidense de Pensilvania. En el año 2000 tenía una población de 4.048 habitantes y una densidad poblacional de 840 personas por km².

## Geografía
El municipio de Lawrence Park se encuentra ubicado en las coordenadas 42°9′5″N 80°1′11″O / 42.15139, -80.01972.

## Demografía
Según la Oficina del Censo en 2000 los ingresos medios por hogar en la localidad eran de $40,625 y los ingresos medios por familia eran de $46,944. Los hombres tenían unos ingresos medios de $35,964 frente a los $25,613 para las mujeres. La renta per cápita de la localidad era de $19,131. Alrededor del 6,5% de la población estaba por debajo del umbral de pobreza.